# アーチー・ハーン

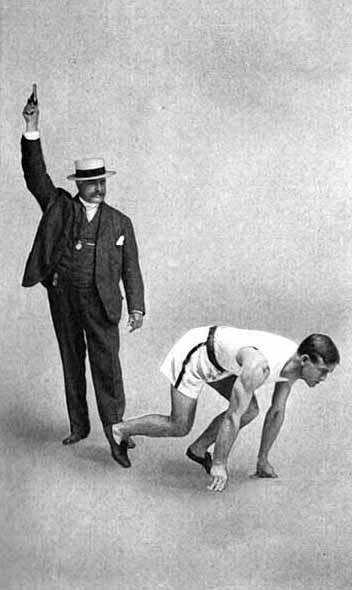
アーチー・ハーン(1904年)

アーチー・ハーン（Charles Archibald "Archie" Hahn、1880年9月14日 - 1955年1月21日）は、アメリカ合衆国陸上競技選手。1904年セントルイスオリンピック短距離3種目で金メダルを獲得した選手である。20世紀初頭を代表するスプリンターの一人である。

## 経歴
ウィスコンシン州でドイツ系アメリカ人の家庭に生まれる。
1903年のアメリカ・カナダ選手権の短距離種目のチャンピオンであったハーンは、ヨーロッパからの参加者が少なかった1904年セントルイスオリンピックは優勝候補と目されていた。
セントルイスオリンピック最初の種目60mでは、クイックスタートでできたリードを保ち、金メダルを獲得。残りの100mと200mでも優勝候補に挙げられる。200m決勝でも好タイムで勝利し、金メダルを獲得。（直線コースでおこなわれたため好タイムであった。）最後の100mでも段違いの強さを見せて短距離3冠を達成した。
2年後の1906年アテネオリンピック（非公式大会）の100mでも優勝を果たした。
ハーンは、選手を引退後はコーチとなり、短距離の古典的な指南本である「How to sprint」を著した。